# Suore della carità di Montréal
Le Suore della Carità di Montréal (in francese Sœurs de la Charité de Montréal o Sœurs Grises) sono un istituto religioso femminile di diritto pontificio: i membri di questa congregazione, dette popolarmente Suore Grigie, pospongono al loro nome la sigla S.G.M.

## Storia

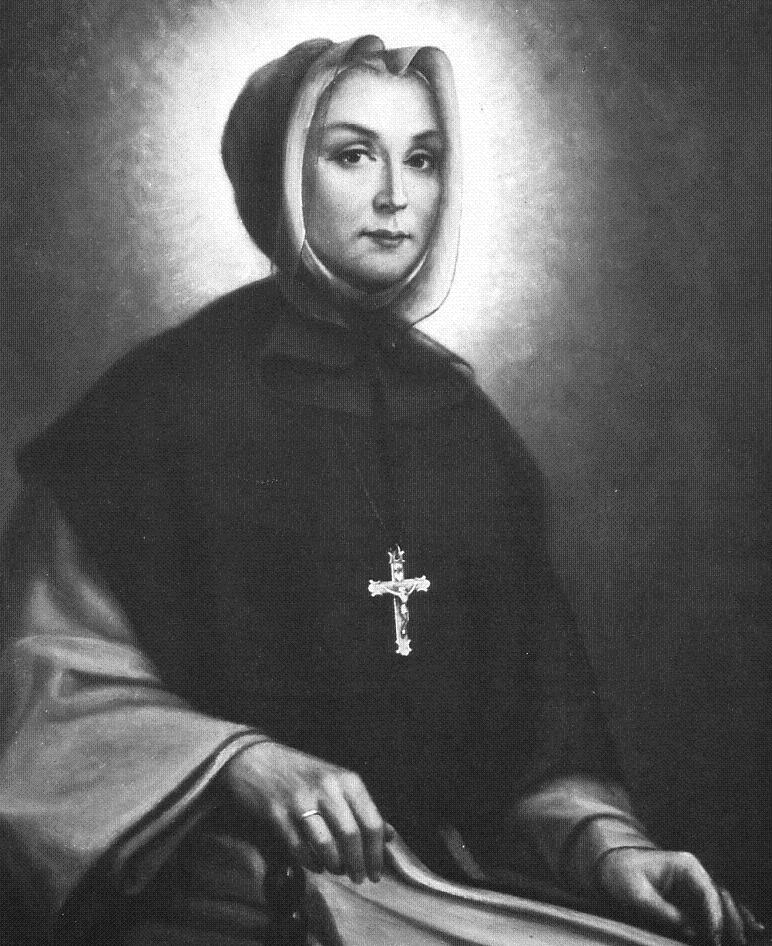
Marie-Marguerite d'Youville, fondatrice della congregazione

La congregazione venne fondata a Montréal da Marie-Marguerite Dufrost de Lajemmerais, vedova d'Youville (1701-1771), che nel 1737 accolse in casa un'anziana donna cieca, Françoise Auzon. Alla d'Youville si unirono presto alcune compagne (Louise Thaumur de La Source, Catherine de Rainville, Catherine Demers): il sulpiziano Louis Normant du Faradon redasse una regola per la comunità e il 30 ottobre 1738, data ritenuta istitutiva della nuova famiglia religiosa, le donne si stabilirono in un edificio più ampio messo a disposizione dalla vedova Le Verrier.
La comunità accolse numerosi malati e invalidi, ma le donne, però, erano considerate con disprezzo soprattutto a causa del defunto marito della d'Youville, uomo violento e dedito al contrabbando di alcolici (le compagne della d'Youville era chiamate derisoriamente sœurs grises, cioè suore grigie, giocando sul fatto che in francese il termine "grise" venga usato come sinonimo di "ubriaco"): nel 1745 le "suore grigie" videro persino incendiata la loro sede.
Nel 1747 il consiglio governatorale del Québec affidò l'ospedale generale di Montréal alle cure della comunità della d'Youville. A causa del divieto vigente in Canada di fondare nuove famiglie religiose, la comunità rimase a lungo un semplice sodalizio di donne secolari: solo il 3 giugno 1753 la congregazione ricevette delle lettere patenti da Luigi XV e poté essere canonicamente eretta dal vescovo di Québec Henri-Marie du Breil de Pontbriand (15 giugno 1755).
Anche a causa del passaggio dei domini del Canada al governo del Regno Unito, la congregazione incontrò notevoli difficoltà e rimase poco numerosa: solo a partire dal 1840 conobbe una notevole diffusione e dal nucleo originale di Montréal si staccarono alcune case che diedero origine a cinque nuove congregazioni di suore grigie (di Saint-Hyacinthe, di Ottawa, di Québec, di Filadelfia, di Pembroke).
La congregazione ricevette il pontificio decreto di lode il 4 gennaio 1862 e le sue costituzioni vennero approvate definitivamente dalla Santa Sede il 21 luglio 1865.
La fondatrice, beatificata nel 1959, è stata proclamata santa in San Pietro a Roma il 9 dicembre 1990 da papa Giovanni Paolo II.

## Attività e diffusione
Oggi le Suore Grigie amministrano case di accoglienza per donne e bambini in difficoltà, case di riposo per anziani, centri di recupero per disabili; si dedicano anche alla cura dei malati ed alla distribuzione di cibo ed abiti agli indigenti.
Sono presenti in Canada, negli Stati Uniti d'America in Brasile e in Colombia; la sede generalizia è a Montréal.
Al 31 dicembre 2008, la congregazione contava 424 religiose in 39 case.